# Mokrzyca (województwo zachodniopomorskie)
Mokrzyca (niem. Albertinenhof) – osada w Polsce położona w województwie zachodniopomorskim, w powiecie stargardzkim, w gminie Chociwel, na Pojezierzu Ińskim, 4 km na północny zachód od Chociwla (siedziby gminy) i 25 km na północny wschód od Stargardu   (siedziby powiatu).
W latach 1975–1998 miejscowość administracyjnie należała do województwa szczecińskiego.

## Nazwa
9 grudnia 1947 r. ustalono urzędową polską nazwę miejscowości – Mokrzyca, określając drugi przypadek jako Mokrzycy, a przymiotnik – mokrzycki.